# Superman szemben az Elitekkel
A Superman szemben az Elitekkel (eredeti cím: Superman vs. The Elit) egész estés amerikai 2D-s számítógépes animációs film, amely eredetileg DVD-n jelent meg 2012-ben. A forgatókönyvet Joe Kelly írta, Michael Chang rendezte, a zenéjét Robert J. Kral szerezte, a producere Alan Burnett. A Warner Bros. Animation, a Warner Premiere és a DC Comics készítette.
Amerikában 2012. június 12-én adta ki DVD-n a Warner Home Video, Magyarországon pedig az HBO-n mutatták be.

## Cselekmény
Feltűnik a színen egy új csapat, akik Eliteknek nevezik magukat és nagyon erősek. Harmonikusan dolgoznak együtt, nagyszerűen együttműködve. Superman-nek is besegítenek a munkában, ám egy idő után felszínre kerülnek a gondolkodásmódból fakadó különbségek. Superman a humánus eszközöket szereti, de az Elitek inkább eltörölnék a föld színéről az arra érdemes bűnözőket. Ez az ellentét egy végső küzdelemhez vezet köztük, ahol bármi megtörténhet.

## Szereplők
| Szereplő | Eredeti hang        | Magyar hang     |
| --- | ------------------- | --------------- |
| Superman / Clark Kent | George Newbern      | Welker Gábor    |
| Lois Lane | Pauley Perrette     | ?               |
| Manchester Black | Robin Atkin Downes  | Csőre Gábor     |
| Coldcast | Catero Colbert      | Sarádi Zsolt    |
| Menagerie | Melissa Disney      | ?               |
| Kalap | Andrew Kishino      | ?               |
| Atom Koponya | Dee Bradley Baker   | Végh Péter      |
| Terrence Baxter | Ogie Banks          | Czető Roland    |
| Manchester fiatalon | Grey DeLisle        | Császár András  |
| Jonathan Kent | Paul Eiding         | Törköly Levente |
| Perry White | Fred Tatasciore     | Törköly Levente |
| Szakértő | Troy Evans          | Albert Péter    |
| Superman-nek öltözött kölyök | Jennifer Hale       | Bogdán Gergő    |
| Jimmy Olsen | David Kaufman       | Hamvas Dániel   |
| Abigail | Pamela Kosh         | ?               |
| Vadászrepülőt vezető férfi | Jeff LaPensee       | ?               |
| Vera Black | Marcella Lentz-Pope | ?               |
| Katona az ütközetben | Dave B. Mitchell    | ?               |
| TV-riporter | Sumalee Montano     | Kocsis Mariann  |
| TV-riporter 3. | Laraine Newman      | ?               |
| Pokolistani terrorista | Nolan North         | ?               |
| Efrain Baxter | Henry Simmons       | ?               |
| Bialyai nagykövet | Stephen Stanton     | ?               |
| Vera fiatalon | Tara Strong         | Jelinek Éva     |
| MI-5 ügynök | Bruce Timm          | ?               |
| Meglapuló nő | Julie Wittner       | ?               |
| Kiszárított férfi | Rick Zieff          | ?               |
| További magyar hangok |                     |                 |
| Balsai Mónika, Bánfalvi Eszter, Géczi Zoltán, Horváth Illés, Kardos Róbert, Kádár Lilla, Pál András, Román Judit, Söptei Andrea, Tóth Zoltán |                     |                 |